# ستيف سميث (مغني)
ستيف سميث (بالإنجليزية: Steve Smith)‏ هو مغني أمريكي، ولد في 30 مايو 1945 في سان فرانسيسكو في الولايات المتحدة.